# Chaetaster nodosus
Chaetaster nodosus is een zeester uit de familie Chaetasteridae.
De wetenschappelijke naam van de soort werd in 1875 gepubliceerd door Edmond Perrier.